# Frank Guarrera
Frank Guarrera (* 3. Dezember 1923 in Philadelphia; † 23. November 2007 in Bellmawr, New Jersey) war ein US-amerikanischer Opernsänger im Stimmfach Bariton.

## Leben
Frank Guarrera stammte aus einer italienischen Einwandererfamilie. Seine Eltern kamen aus Sizilien. Er studierte Gesang bei Richard Bonelli am Curtis Institute of Music in Philadelphia. Während des Zweiten Weltkrieges war Guarrera zwei Jahre als Soldat bei der US Navy verpflichtet und musste deshalb seine Gesangsausbildung vorübergehend unterbrechen. Nach Ende des Zweiten Weltkrieges beendete er seine Ausbildung am Curtis Institute of Music mit Diplom. Er debütierte 1946 als Konzertsänger in Philadelphia. Sein professionelles Operndebüt erfolgte 1947 als Silvio in Der Bajazzo an der New York City Centre Opera. Ebenfalls 1947 sang er beim Tanglewood Sommerfestival die Stimme des Orakels (Voce di Nettuno) in Wolfgang Amadeus Mozarts Oper Idomeneo.
1948 gewann Guarrera die Metropolitan Opera Auditions of the Air, ein öffentliches Vorsingen für die Metropolitan Opera, woraufhin er von Edward Johnson, dem damaligen Direktor, als festes Ensemblemitglied an die MET verpflichtet wurde. Arturo Toscanini, der Guarreras Vorsingen im Rundfunk gehört hatte, lud Guarrera daraufhin ebenfalls zu einem Vorsingen ein und verpflichtete ihn für Vorstellungen an der Mailänder Scala.
Im Juni 1948 trat Guarrera an der Mailänder Scala als Fanuèl in der Oper Nerone von Arrigo Boito an der Seite von Hella Nervi, Giulietta Simionato und Cesare Siepi auf. Ein Mitschnitt dieser Aufführung, die im Rahmen eines Gedächtniskonzertes zum 30. Todestag von Boito stattfand, ist erhalten geblieben. Guarrera sang 1948 anschließend noch in zwei weiteren Neuproduktionen der Scala. Er übernahm den Zurga in Georges Bizets Oper Die Perlenfischer und den Manfredo in L'Amore dei tre Re von Italo Montemezzi an der Seite von Clara Petrella und Nicola Rossi-Lemeni.
Guarrera arbeitete auch später noch mit Toscanini zusammen. 1950 wählte ihn Toscanini für die Bariton-Partie des Ford in Giuseppe Verdis letzter Oper Falstaff für die über NBC ausgestrahlten alljährlichen Rundfunkaufführungen aus. Die Falstaff-Aufführungen, mit Giuseppe Valdengo in der Titelrolle, wurden anschließend auch bei RCA auf Schallplatte veröffentlicht und gehören noch heute zum Verlagsprogramm. Musikkritiker sprachen von Guarreras „imposanten Ford“, der in seiner Interpretation gerade im Eifersuchtsmonolog die Nähe der Falstaff-Musik zu Verdis Otello-Partitur aufzeigt.
Im Dezember 1948 debütierte Guarrera an der Metropolitan Opera in der Rolle des Escamillo in Georges Bizets Carmen. Seine Partner waren Risë Stevens in der Titelrolle, Ramón Vinay und Licia Albanese. In der Saison 1949/1950 übernahm er unter anderem den Heerrufer in der romantischen Oper Lohengrin von Richard Wagner. In der Saison 1950/1951 folgte der Valentin in Margarethe.
Guarrera wurde in der Folgezeit zu einem der meistbeschäftigten Sänger der Metropolitan Opera. Er trat in den folgenden 28 Spielzeiten in insgesamt 677 Vorstellungen auf und sang 35 verschiedene Partien. Guarrera wurde an der MET in zahlreichen Premieren und Neueinstudierungen eingesetzt. Er sang hierbei zunächst vor allem das Rollenfach des lyrischen Baritons und des Kavalierbaritons. Später übernahm er die großen dramatischen Rollen des italienischen Fachs. 1951 sang er den Guglielmo in Così fan tutte, 1955 dann unter der musikalischen Leitung von Thomas Schippers den Malatesta in Don Pasquale und 1960 den Belcore in Der Liebestrank. 1960 sprang er kurzfristig für den wenige Tage zuvor verstorbenen Leonard Warren in der Titelrolle in der Neueinstudierung von Verdis Simone Boccanegra ein. 1961 übernahm er den Minister Ping in Turandot an der Seite von Birgit Nilsson, Franco Corelli und Anna Moffo. Ein weiterer Höhepunkt seiner MET-Karriere war 1963 die Rolle des Lescaut in Jules Massenets Oper Manon, wiederum an der Seite von Anna Moffo in einer Inszenierung von Günther Rennert. 1970 folgte mit Leonard Bernstein als Dirigent der Alfio in Franco Zeffirellis Inszenierung von Cavalleria rusticana. 1974 sang Guarrera die Titelrolle in Gianni Schicchi von Giacomo Puccini. 1975 wurde Guarrera als Fra Melitone in der Neuproduktion von Verdis Die Macht des Schicksals besetzt. Guarrera fühlte sich in dieser komischen Rolle, die nicht seinem Rollenfach entsprach, fehlbesetzt und bezeichnete dies später einmal als seinen „Schwanengesang“.
1976 nahm Guarrera völlig unspektakulär Abschied von der Opernbühne. Seine letzte Vorstellung war am 8. Mai 1976 die Titelrolle in Gianni Schicchi bei einer Tournee der MET in Atlanta, Georgia.
Guarrera sang bei Repertoirevorstellungen an der MET schwerpunktmäßig die großen Baritonrollen von Puccini (Marcello, Lescaut, Jack Rance) und Verdi (Germont-père, Ford, Amonasro, Conte di Luna). Weitere Rollen Guarreras an der MET waren: Conte Almaviva in Le nozze di Figaro, Figaro in Der Barbier von Sevilla, Enrico Ashton in Lucia di Lammermoor und Doktor Falke in Die Fledermaus. So sang er im März 1956 an der Seite von Licia Albanese und Jussi Björling den Lescaut in Puccinis Manon Lescaut unter der musikalischen Leitung von Dimitri Mitropoulos in einer Aufführung, von der auch ein privater Live-Mitschnitt erhalten blieb und mittlerweile auch auf CD veröffentlicht. Guarreras stimmliche Interpretation in dieser Vorstellung wurde allerdings auch als „unausgleichen und ziemlich hart“ beschrieben. Erhalten ist außerdem ein, später auch auf CD veröffentlichter Tosca-Livemitschnitt von 1956 aus der MET, in der er, unter der Leitung von Dimitri Mitropoulos, an der Seite von Dorothy Kirsten den Scarpia singt. Ebenfalls mitgeschnitten wurde eine Repertoire-Aufführung von Puccinis La Bohème vom 14. Dezember 1965, in der Guarrera gemeinsam mit Renata Tebaldi, Franco Corelli und Anneliese Rothenberger zu hören ist.
Kritiker wiesen insbesondere auf die leichte, zwar nicht besonders kräftige, aber wohl fokussierte Stimme Guarreras hin. Er hatte keinerlei Schwierigkeiten mit der oft hohen Tessitura verschiedener Partien. Neben seinen stimmlichen Vorzügen wurden seine beeindruckende Bühnenpräsenz und sein gutes Aussehen in den Kritiken immer wieder hervorgehoben.
Von 1952 bis 1974 sang Guarrera regelmäßig auch an der San Francisco Opera. Sein Debüt war dort im November 1952 mit der Rolle des Amonasro in Aida. Es folgten Conte di Luna (1952), Tonio (1952), Escamillo (1953, 1959, 1966), Rossinis Figaro (1953), Marcello (1954, 1958), Lord Enrico Ashton (1954), Ping (1954), Guglielmo (1956, 1960), Ford (1956, 1966), Sharpless in Madama Butterfly (1956), Lescaut in Puccinis Manon Lescaut (1956), Rodrigo/Posa (1958), Manfredo (1959), Silvio (1959) und die Titelrolle in Rigoletto (1966). Zuletzt sang er dort am 30. November 1974 den Sharpless an der Seite von Pilar Lorengar in der Titelrolle der Madame Butterfly.
Nach dem Ende seiner Bühnenlaufbahn arbeitete Guarrera als Gesangspädagoge und gab Privatunterricht. Von 1980 bis 1990 war er Professor für Gesang an der University of Washington in Seattle. Nachdem seine Frau Adelina einen schweren Schlaganfall erlitten hatte, gab Guarrera seine Tätigkeit als Gesangslehrer auf, kehrte gemeinsam mit seiner Fru an die amerikanische Ostküste zurück und pflegte seine Frau bis zu deren Tode im Jahr 2000.
Guarrera starb in seinem Haus kurz vor seinem 84. Geburtstag, aufgrund von Komplikationen, die durch eine Diabetes-Erkrankung ausgelöst wurden.